# Moja srečna zvezda
»Moja srečna zvezda« je skladba in peti single skupine Pepel in kri iz leta 1976. Avtor glasbe je Tadej Hrušovar, besedilo pa je napisal Dušan Velkaverh.

## Opatijski festival '76
S to skladbo so nastopili na Opatijskem festivalu '76, v luksuznem obalnem hotelu Kvarner. A so ostali brez kake vidne uvrstitve oziroma brez osvojene nagrade.

## Snemanje
Producent je bil Dečo Žgur. Skladba je izšla na albumu Pepel in kri leta 1976 in kot single pri založbi RTV Ljubljana na mali vinilni plošči, na B strani s skladbo »Ljudje pomladi«.
Skupina je posnela tudi angleško različico skladbe z naslovom »My Lucky Star«, ki je izšla na debitantskem albumu skupine, Dan ljubezni.

## Zasedba

### Produkcija
- Tadej Hrušovar – glasba
- Dušan Velkaverh – besedilo
- Dečo Žgur – aranžma, producent

### Studijska izvedba
- Pepel in kri – vokali

## Mala plošča
7" vinilka
- »Moja srečna zvezda« (A-stran) – 3ː31
- »Ljudje pomladi« (B-stran) – 4ː30